# Mahendra Adarsha
Mahendra Adarsha (nep. महेन्द्र आदर्श) – gaun wikas samiti w środkowej części Nepalu w strefie Narajani w dystrykcie Bara. Według nepalskiego spisu powszechnego z 2001 roku liczył on 783 gospodarstw domowych i 4016 mieszkańców (1951 kobiet i 2065 mężczyzn).